# Ernst Ludwig Rube
Ernst Ludwig Rube (* 1783 in Darmstadt; † 11. Mai 1870 ebenda) war ein hessischer Apotheker und Politiker und Abgeordneter der 2. Kammer der Landstände des Großherzogtums Hessen.
Ernst Ludwig Rube war der Sohn des Oberlazarettchirurgen Johann Melchior Rube (1739–1794) und dessen Ehefrau Fridreike Eleonore, geborene Dietz (1754–1825). Rube, der evangelischen Glaubens war, heiratete am 28. September 1811 in Darmstadt Caroline Dorothea Johannette geborene Siebert (1788–1852).
Rube war Apotheker und Medizinalassessor in Darmstadt. 1817 wurde er Medizinrat im Medizinal-Kolleg. 1844 wurde er zum Dr. phil promoviert. Von 1826 bis 1830 gehörte er der Zweiten Kammer der Landstände an. Er wurde für den Wahlbezirk der Stadt Darmstadt gewählt. In den Ständen vertrat er konservativ-liberale Positionen.
1857 verkaufte er die von ihm betrieben Apotheke in Darmstadt, Marktplatz 1, an den aus Lauterbach stammenden Apotheker Werner Carl Albrecht Calmberg und dessen Frau Emma Calmberg, geb. Welcker.